# Jiangsu Football Club
Maillots
Le Jiangsu Football Club (en chinois : 江苏 足球 俱乐部 / pinyin: Jiāngsū Zúqiú Jùlèbù), plus couramment abrégé en Jiangsu FC, était un club chinois de football fondé en 1958, basé dans la ville de Nankin dans la province de Jiangsu, et dissout en 2021.
Le club appartenait au Suning Appliance Group (chinois : 苏宁 电器 集团 有限公司), société sœur de Suning.com et évoluait au Stade du Centre sportif olympique de Nankin qui a une capacité de 61 443 places assises. 
Le club a été fondé en 1958 en tant qu'équipe provinciale du Jiangsu (Jiangsu Provencial Team) et était professionnel depuis mars 1994. C'était l'une des équipes fondatrices de la première ligue de haut niveau entièrement professionnelle en Chine, participant à la saison 1994 de la Ligue chinoise Jia-A. Après être descendue la saison suivante, l'équipe remonte en première division en 2008, finit à la deuxième place les saisons 2012 et 2016, puis remporte le championnat en 2020.
Le club arrête ses activités en 2021. Son principal bailleur de fonds, le groupe Suning, avait annoncé son retrait pour se recentrer sur son cœur de métier, et n'a pas trouvé de repreneur.

## Histoire du club

### 1958-1993: Création et évolution au niveau amateur
Le club est fondé en avril 1958 sous le nom de Jiangsu Provincial Team par le gouvernement local et a participé aux Jeux nationaux chinois de 1959. En 1963, la Ligue s'est développée à trente-neuf équipes mais l'association chinoise de football a décidé de limiter le nombre de participants à vingt pour la saison suivante. Jiangsu a terminé septième au cours de leurs phases de groupes, ce qui les a relégués du système de championnat. En 1964, l'équipe n'a pris part à aucune des divisions mais est revenue en deuxième division en 1965 où elle est arrivée septième.
La révolution culturelle chinoise a interrompu la Ligue pendant plusieurs saisons. À son retour en 1973, Jiangsu fut placé en première division où il a terminé la Ligue en onzième. Le temps de Jiangsu dans le niveau supérieur n'a pas duré très longtemps et à la fin de la saison 1978, le club est relégué. Le club remportera cependant la deuxième division en 1992 et put ainsi remonté la première division. 

### 1994-1999: Débuts de professionnalisme et premiers partenariats
En mars 1994, le club obtient un parrainage et changea son nom en Jiangsu Maint pour se conformer aux exigences pour participer à la saison 1994 de Jia-A League, le championnat étant devenu professionnel. Ils luttèrent sur et hors du terrain mais furent relégués à la fin de la saison. Les coûts opérationnels stricts de la Ligue ont entraîné des difficultés financières pour le club, dues en partie à la perte de leur parrainage, entraînant un changement du nom du club en Jiangsu FC. Au fil du temps, le club a obtenu un certain soutien financier de plusieurs grandes entreprises chinoises, notamment Jiangsu TV, Jinling Petrochemical Company, plusieurs sociétés de tabac de Jiangsu en plus de certaines sociétés d'investissement internationales. Le club est rebaptisé Jiangsu Jiajia en 1996, mais l'amélioration de la stabilité financière du club n'a pas empêché la relégation en troisième division à la fin de la saison. Le club n'a passé qu'une saison en troisième division après avoir gagné le titre en 1997.

### 2000-2015: Ère Sainty
Le 7 janvier 2000, la société de fabrication Jiangsu Sainty International Group reprend le club et change le nom du club en Jiangsu Sainty. Les nouveaux propriétaires n'ont pas pris le meilleur départ quand on a découvert qu'ils n'étaient pas en mesure d'empêcher certains de leurs joueurs et entraîneurs de recevoir des pots-de-vin. Le club disposa ainsi de trois mois pour se réformer et présenter une nouvelle licence à l'Association chinoise de football. L'équipe est cependant administrativement reléguée en deuxième division pendant plusieurs années avant de faire appel à Pei Encai pour gérer l'équipe, aboutissant à un titre de division et à une promotion à la fin de la saison 2008. 
Au cours de la saison de Ligue 2011, le manager serbe Dragan Okuka est embauché et le club voit ses résultats s'améliorer : il obtient une quatrième place en 2011 et la place de dauphin en 2012. En dehors du terrain, le groupe international Jiangsu Sainty est dissous dans le groupe Guoxin en 2011 pour former Jiangsu Guoxin Investment Group Limited, voyant ainsi le groupe Guoxin devenir le propriétaire du club. Le nom du club (Jiangsu Sainty) est gardé jusqu'en janvier 2014, date à laquelle il change en Jiangsu Guoxin-Sainty F.C.
Le club connut une saison 2013 difficile et fut presque relégué, ce qui a conduit le club à ne pas renouveler le contrat de Dragan Okuka. Le club finira tout de même finaliste de la coupe de Chine 2014. Pour la saison 2015, le manager roumain Dan Petrescu a été amené au Jiangsu et en 2015, l'équipe remporte la coupe nationale chinoise pour la première fois et se qualifie ainsi pour la Ligue des champions de l'AFC 2016.

### 2016-2021: Rachat par le Suning Group et achats de grands joueurs étrangers
Le 21 décembre 2015, le club est racheté par le Suning Appliance Group pour 68 millions d'euros change son nom en Jiangsu Suning FC.
En janvier 2016, Jiangsu Suning réalise ses deux transferts les plus chers en achetant deux grands joueurs brésiliens évoluant en Europe : Ramires pour environ 30 millions d'euros, en provenance de Chelsea et Alex Teixeira pour 50 millions d'euros en provenance du Shakhtar Donetsk. Le club a ensuite connu une saison réussie, terminant deuxième de la Super League chinoise 2016 et finit à nouveau finaliste de la FA Cup chinoise 2016. En 2017, le club atteint les huitièmes de finale de la Ligue des champions de l'AFC pour la première fois de son histoire.  L'Italien Fabio Capello est nommé entraîneur du club le 11 juin 2017. Ce dernier quitte ses fonctions le mercredi 28 mars 2018, au terme de neuf mois assez quelconques. 
Cependant, il rate la Ligue des champions en 2018 et 2019, en raison de difficultés dans les compétitions nationales, finissant en cinquième et quatrième places en championnat.
Le début de la saison 2020 est, lui, retardé à cause de la pandémie du coronavirus.
Le 28 février 2021, le club annonce la fin de ses activités à la suite de problèmes financiers .

## Identité du club

### Changements de nom
- 1958-1993 : Jiangsu Provincial Team
- 1994 : Jiangsu Maint
- 1995 : Jiangsu FC
- 1996-1999 : Jiangsu Jiajia
- 2000-2015 : Jiangsu Sainty
- 2016-2020 : Jiangsu Suning
- 2021 : Jiangsu FC

### Logo

2000-2015

## Palmarès
| Compétitions nationales | Compétitions internationales                                                    |
| - Championnat de Chine (1) : - Champion : 2020. - Vice-champion : 2012 et 2016. - Championnat de Chine de deuxième division (1) : - Champion : 2008. - Championnat de Chine de troisième (2) : - Champion : 1992 et 1997. - Coupe de Chine (1) : - Vainqueur : 2015. - Finaliste : 2014, 2016 et 2020. - Supercoupe de Chine (1) : - Vainqueur : 2013. - Finaliste : 2016 et 2017. | - Ligue des champions de l'AFC : - 1 participation. - 1re participation : 2013. |

## Personnalités du club

### Présidents
- Liu Jun

### Entraîneurs
Le tableau suivant présente la liste des entraîneurs du club depuis 1994.
| Rang | Nom           | Période   |
| ---- | ------------- | --------- |
| 1    | Liu Pingyu    | 1994-1995 |
| 2    | Wei Ritun     | 1996      |
| 3    | Hu Zhigang    | 1997      |
| 4    | Yang Yumin    | 1998-2000 |
| 5    | Gu Mingchang  | 2000      |
| 6    | Željko Banjac | 2000      |
| 7    | Leonid Koltun | 2000-2001 |
| 8    | Boško Antić   | 2001      |

| Rang | Nom              | Période         |
| ---- | ---------------- | --------------- |
| 9    | Liu Pingyu       | 2002            |
| 10   | Leonid Koltun    | 2002-2003       |
| 11   | Chi Shangbin     | févr. 2004-2004 |
| 12   | Leonid Koltun    | 2004            |
| 13   | Wang Baoshan     | 2005            |
| 14   | Ma Lin           | 2006            |
| 15   | Li Hongbin       | 2006            |
| 16   | Branko Vojinović | 2007            |

| Rang | Nom            | Période                      |
| ---- | -------------- | ---------------------------- |
| 17   | Pei Encai      | déc. 2007-déc. 2010          |
| 18   | Ján Kocian     | janv. 2011-2011              |
| 19   | Dragan Okuka   | mai 11-nov. 2013             |
| 20   | Gao Hongbo     | nov. 2013-2015               |
| 21   | Dan Petrescu   | 2015-2016                    |
| 22   | Fabio Capello  | 11 juin 2017-28 mars 2018    |
| 23   | Cosmin Olăroiu | 28 mars 2018-28 février 2021 |